# (6633) 1986 TR4
1986 تي أر 4 (ويعرف أيضًا باسم (6633) 1986 تي أر 4 وفق تسمية الكوكب الصغير) (بالإنجليزية: 1986 TR4)‏ هو كويكب ضمن حزام الكويكبات؛ وترتيبه 6633 من حيث الاكتشاف.
اكتُشف هذا الجُرم الفلكي بواسطة Poul Jensen (astronomer) ‏ في 11 أكتوبر 1986.

## وصلات خارجية
- (6633) 1986 TR4 في قاعدة بيانات مختبر الدفع النفاث لأجرام النظام الشمسي الصغيرة

- الاكتشاف · مخطط المدار ·  العناصر المدارية · المعلمات المادية

- (6633) 1986 TR4 على موقع ويكي سكاي: DSS2, SDSS, GALEX, IRAS, Hydrogen α, X-Ray, Astrophoto, Sky Map, Articles and images